# IC 1378
IC 1378 је емисиона маглина у сазвјежђу Цефеј која се налази на листи објеката дубоког неба у Индекс каталогу.
Деклинација објекта је + 55° 27' 50" а ректасцензија 21h 22m 52,0s. IC 1378 је још познат и под ознакама CED 192.